# Falso Azufre
Pour les articles homonymes, voir Azufre.
Le Falso Azufre (littéralement « faux soufre ») est un volcan actif, mais au repos, situé à la frontière entre l'Argentine (province de Catamarca) et le Chili (région d'Atacama), à quelque 10 kilomètres au nord-nord-ouest du col frontalier du paso de San Francisco. Comme ce dernier, il fait frontière entre les deux pays.

## Géographie
Le Falso Azufre atteint l'altitude de 5 906 mètres. Il présente un beau grand cratère presque parfait d'un diamètre d'un kilomètre. À moins de 10 kilomètres en direction ouest-nord-ouest, en territoire chilien, se trouve un volcan non nommé présentant un large cratère de type caldeira. Un phénomène spectaculaire se présente ici : des coulées de lave en provenance du Falso Azufre ont coulé dans le cratère de ce volcan voisin.
Il est entouré d'une belle série d'autres hauts volcans, certains éteints, certains à peine endormis. Avec le volcan San Francisco (6 016 m, situé plus ou moins 15 km au sud-est), il enserre le défilé où passe la route nationale 60 argentine qui communique avec la route no 31 du Chili, et qui relie Córdoba et Buenos Aires à Copiapó près du Pacifique chilien.
Plus loin, au nord-est, sont situés le Dos Conos (« Deux cônes ») et le Peinado. Au sud-ouest, en territoire chilien, se trouve un lac appelé Laguna Verde (« lagune verte »), dans laquelle ses coulées de lave se sont enfoncées maintes fois dans le passé.
Plus au sud s'étend une chaîne volcanique frontalière comprenant d'est en ouest le Nevado de Incahuasi (6 638 m), le El Muerto (6 488 m), le Nevado Ojos del Salado (6 879 m), le Nacimientos ou Walter Penck I (6 658 m), le volcan Solo (6 205 m) et le Nevado Tres Cruces (6 749 m), pour ne citer que les plus connus.
Enfin, au nord-ouest s'élève le volcan El Cóndor, et un peu plus loin le Sierra Nevada, flanqué du Cumbre del Laudo.